# Kalter Tod
Kalter Tod (englisch: The Overlook) ist der 18. Roman des US-amerikanischen Krimi-Autors Michael Connelly, der 13. Roman der Harry-Bosch-Serie. Er erschien 2007 und auf Deutsch, in der Übersetzung durch Sepp Leeb, 2008.

## Handlung
Harry Bosch hat Bereitschaft in seiner neuen Position beim zentralen Morddezernat von Los Angeles, der Abteilung Homicide Special, wie er von seinem Chef angerufen wird: ein Mord am Aussichtspunkt oberhalb des Mulholland Damms. Bosch benachrichtigt seinen neuen Partner, Ignacio Ferras – mehr als 20 Jahre jünger als Harry Bosch –, und macht sich gleich auf zum Tatort.
Das Opfer ist schnell identifiziert. Es handelt sich um den 42-jährigen Stanley Kent. Bosch ist überrascht, dass Rachel Walling vom FBI am Tatort auftaucht. Sie wurde alarmiert, weil Stanley Kent in den Hospitälern von Los Angeles Zugang zu radioaktivem Material hatte. Schon vor einem Jahr hatte Walling zusammen mit ihrem Partner Stanley Kent und seine Frau Alicia vor einer möglichen Bedrohung durch Terroristen gewarnt. Das FBI sieht in dem Mord an Kent einen Fall der Bedrohung der nationalen Sicherheit. Bosch und Walling fahren zusammen zur Wohnung des Opfers und findet dort seine Frau Alicia gefesselt. Sie wurde von zwei maskierten Männern gezwungen, ihrem Mann ein E-Mail zu schicken mit einem Foto ihrer Fesselung. Die Männer haben Kent damit erpresst, ihnen radioaktives Cäsium zu übergeben. Zusammen mit Rachels Partner Jack Brenner stellt Bosch fest, dass alles Cäsium in der Klinik St. Aggy’s weg ist. Das FBI ist höchst alarmiert: mit dem radioaktiven Material könnte ein schmutzige Atombombe gebaut werden.
Ferras hat einen Zeugen gefunden. Bosch verhört ihn, einen kanadischen Jugendlichen namens Jesse Mitford. Er hat beobachtet, dass Kent durch einen Kopfschuss getötet wurde. Bosch übergibt den Zeugen nicht ans FBI, weil er befürchtet von den Ermittlungen ausgeschlossen zu werden. Er will den Zeugen als Verhandlungspfand in der Hand behalten. Und in der Tat will das FBI Bosch rausdrängen, sie lassen ihn Alicia Kent nicht verhören.
Bosch aber will den Mörder finden. Er ermittelt weiter. Zusammen mit Ferras fährt er zur Wohnung der Kents. Cliff Maxwell, ein FBI-Agent beobachtet das Haus und will Bosch den Zugang verwehren. Bosch fesselt Maxwell, sehr zum Unbehagen von Ferras. Sie durchsuchen die Wohnung, finden aber nichts, was offensichtlich wichtig für die Aufklärung des Mords sein könnte. Auf dem Rückweg fährt Bosch zu einem Donut-Shop, an dem der Polizeichef morgens gerne Halt macht. Er fängt ihn ab – noch mehr Unbehagen bei Ferras – und bittet ihn, beim FBI dafür zu sorgen, dass Bosch und sein Partner an den Ermittlungen beteiligt bleiben.
Der Wagen von Alicia Kent, mit dem einer der Maskierten weggefahren war, wurde gefunden, vor dem Haus von Ramin Samir, einem früheren Gastprofessor an der USC, der die Nahostpolitik der US-Regierung scharf kritisiert hatte. Don Hadley, der Chef der Abteilung für Homeland Security beim LAPD ist schon vor Ort und will das Haus stürmen lassen. Bosch kann ihn nicht davon überzeugen, dass alles darauf hindeutet, dass die Täter alles arrangiert haben, um Samir in Verdacht zu bringen. Hadley lässt nicht mit sich reden und befiehlt, das Haus zu stürmen. Ramin Samir wird dabei erschossen. Im Haus keine Spur von dem Cäsium. Bosch hatte Recht.
Bosch will zu Rachel Walling, um Zugang zu Alicia Kent zu bekommen. Sie erzählt ihm, dass es sich ganz offensichtlich um einen Fall von Terrorismus handeln muss, denn Alicia Kent konnte sich erinnern, dass einer der Maskierten den anderen mit „Moby“ angeredet hatte, dem Decknamen eines syrischen Terroristen, von dem das FBI weiß, dass er sich illegal in Los Angeles aufhält. Bosch sagt Walling daraufhin, wo er seinen Zeugen untergebracht hat.
Kurz danach erhält Bosch einen Anruf von Coroner Joe Felton. Er hat von einem merkwürdigen Fall von einer akuten radioaktiven Kontamination eines Notfallpatienten gehört. Zusammen mit Walling fährt Bosch in die Klinik Queens of Angels. Der Patient, Digoberto Gonzalves, ist nicht ansprechbar. Bosch findet seinen Autoschlüssel und fährt mit Walling zum Cahuenga Boulevard, wo Gonzalves gefunden worden war. Sie finden sein Auto und in ihm das Cäsium. Bosch erkennt, dass Gonzalves ein „Müllverwerter“ war, der Sperrmüll durchsucht. Dabei hat er das Cäsium gefunden und an sich genommen. Terroristen, die das erbeutete radioaktive Material wegwerfen? Bosch bekommt immer mehr Zweifel an der Theorie des FBI. Er verdächtigt Alicia Kent, die Ermordung ihres Mannes arrangiert zu haben. Aber woher konnte sie den Namen „Moby“ – Insiderwissen – kennen? Bosch erinnert sich, dass das FBI bei den Kents gewesen war und mutmaßt, dass der Partner von Walling, also Brenner, ein Verhältnis mit Alicia Kent hatte. Walling weist jeden Verdacht gegen Brenner zurück, doch damals war gar nicht Brenner ihr Partner gewesen, sondern Maxwell. Bosch kann Walling von seiner Theorie überzeugen. Sie erfahren, dass sich Maxwell auf den Weg zu Boschs Zeugen gemacht hat und befürchten, er wolle ihn ermorden. Bosch fällt auf, dass Alicia Kent viel gefährlicher für Maxwell ist. Doch als sie im FBI-Büro ankommen, hat Maxwell nicht nur Alicia Kent erschossen, sondern auch Ferras angeschossen, den Bosch zu dem Gebäude geschickt hatte. Bosch und Walling stellen Maxwell, der sich selbst durch einen Kopfschuss tötet. Boschs Resümee: Sex und Geld = Mord; im Ergebnis fünf Tote, sein Partner verwundet und ein wegen radioaktiver Exposition Sterbender.

## Verfilmung
Die Handlung der sechsten Staffel der von Amazon Studios produzierten Krimiserie Bosch aus dem Jahr 2020 basiert im Wesentlichen auf „Kalter Tod“.

## Hintergrund
Der zeitgeschichtliche Hintergrund des Romans ist die Verschärfung der Antiterrorgesetze in den Vereinigten Staaten nach dem 11. September 2001. Im Roman mischen sich in Boschs Fall eine ganze Reihe von Institutionen ein, die sich der Verfolgung von „Terroristen“ verschrieben haben und wenig Rücksicht auf die Rechte von Personen nehmen, die sie verdächtigen.
Der Zeuge, den Bosch im Roman verhört, der kanadische Jugendliche Jesse Mitford, hat in seinem Rucksack das Buch Bleak House von Charles Dickens, das von März 1852 bis September 1853 in 20 Fortsetzungen erschienen ist. In dem Roman tritt die Figur des Detektivs Inspektor Bucket auf. Er ist eine der ersten Detektivfiguren in der britischen Literatur.
Auch Connellys Roman erschien zuerst als Serie, nämlich im The New York Times Sunday Magazine in sechzehn Folgen, die vom 17. September 2006 bis 21. Januar 2007 veröffentlicht wurden.

## Rezeption
Kirkus Review lobt den Roman: „Ein wunderschön zerlegter Fall, der in Spannung und Geschwindigkeit ausgleicht, was ihm an Tiefe fehlt.“ und auch Publishers Weekly kann ihn insbesondere wegen seiner zeitgeschichtlichen Aktualität empfehlen:
„Das Gerangel um die Untersuchung von Bedrohungen der nationalen Sicherheit, ob gerechtfertigt oder nicht, ist ein aktuelles Thema, dem Connelly einen brillanten neuen Dreh gibt.“
Die Rezension in der Los Angeles Times hebt hervor, dass Connelly Los Angeles als eine vergiftete Landschaft kartographiere, dies sowohl im physischen als auch im psychologischen Sinne, und vergleicht die entstehende Atmosphäre mit den „Halluzinationen in den Traumlandschaften von Edgar Allan Poe“.
Die Krimicouch findet, dass die „Odyssee des Hieronymus Bosch“ auch im 13. Buch Vergnügen bereite: „Es wird nie langweilig mit dem bockbeinigen Ermittler, den es unverhofft in neue Jagdgründe verschlägt.“

## Ausgaben
- Michael Connelly: The Overlook. Little, Brown and Company, 2007 ISBN 0-316-01895-3
- Michael Connelly: Kalter Tod : ein Harry-Bosch-Roman. Aus dem Amerikanischen von Sepp Leeb. Heyne, München, 2008 ISBN 978-3-453-43342-7
- Michael Connelly: Kalter Tod: Der 13. Fall für Harry Bosch. Aus dem Amerikanischen von Sepp Leeb. Kampa Verlag, Zürich, 2024 ISBN  978-3-311-15542-3
- Michael Connelly: Kalter Tod. Hörbuchfassung. Gelesen von Frank Engelhardt. Aus dem Amerikanischen von Sepp Leeb. Audio Media München 2009, ISBN 978-3-868-04496-6